# 桐安乡
桐安乡是中华人民共和国新疆维吾尔自治区喀什地区泽普县下辖的一个乡。

## 行政区划
桐安乡下辖以下村级行政区划单位：
英阿瓦提村和科克鲁克村。